# Стиља
Стиља су насељено место у саставу града Вргорца, Сплитско-далматинска жупанија, Република Хрватска.

## Историја
До територијалне реорганизације у Хрватској налазила су се у саставу старе општине Вргорац.

## Становништво
На попису становништва 2011. године, Стиља су имала 320 становника.
| Број становника по пописима | Број становника по пописима | Број становника по пописима | Број становника по пописима | Број становника по пописима | Број становника по пописима | Број становника по пописима | Број становника по пописима | Број становника по пописима | Број становника по пописима | Број становника по пописима | Број становника по пописима | Број становника по пописима | Број становника по пописима | Број становника по пописима | Број становника по пописима |
| --------------------------- | --------------------------- | --------------------------- | --------------------------- | --------------------------- | --------------------------- | --------------------------- | --------------------------- | --------------------------- | --------------------------- | --------------------------- | --------------------------- | --------------------------- | --------------------------- | --------------------------- | --------------------------- |
| 1857                        | 1869                        | 1880                        | 1890                        | 1900                        | 1910                        | 1921                        | 1931                        | 1948                        | 1953                        | 1961                        | 1971                        | 1981                        | 1991                        | 2001                        | 2011                        |
| 486                         | 526                         | 587                         | 595                         | 679                         | 705                         | 662                         | 671                         | 620                         | 672                         | 694                         | 669                         | 551                         | 416                         | 376                         | 320                         |

### Попис1991.
На попису становништва 1991. године, насељено место Стиља је имало 416 становника, следећег националног састава:
| Попис 1991.‍ | Попис 1991.‍ | Попис 1991.‍ | Попис 1991.‍ | Попис 1991.‍ |
| ----------- | ----------- | ----------- | ----------- | ----------- |
|             |             |             |             |             |
| Хрвати      | Хрвати      |             | 415         | 99,75%      |
| непознато   | непознато   |             | 1           | 0,24%       |
| укупно: 416 |             |             |             |             |